# Dan Petrescu
Dan Petrescu, född den 22 december 1967 i Bukarest är en fotbollstränare och före detta fotbollsspelare. Han är sedan 2019 huvudtränare för rumänska CFR Cluj.
Petrescu kom till Chelsea FC från Sheffield Wednesday FC i mitten på 1990-talet. Han spelade oftast till höger på mittfältet, men figurerade även som högerback. Rumänen Petrescu var älskad av fansen som kallade honom "Super Dan". Petrescu gjorde en hel del mål och mängder av assist. Han lämnade Chelsea för Bradford City AFC år 2000. Petrescu gjorde ett flertal landskamper för Rumänien. Numera ägnar han sig åt sin tränarkarriär och har coachat lag i Rumänien, Polen och Ryssland. Han är sedan 2019 manager för Cluj i Liga I.